# Crocodile (locomotive)
Pour les articles homonymes, voir Crocodile (homonymie).

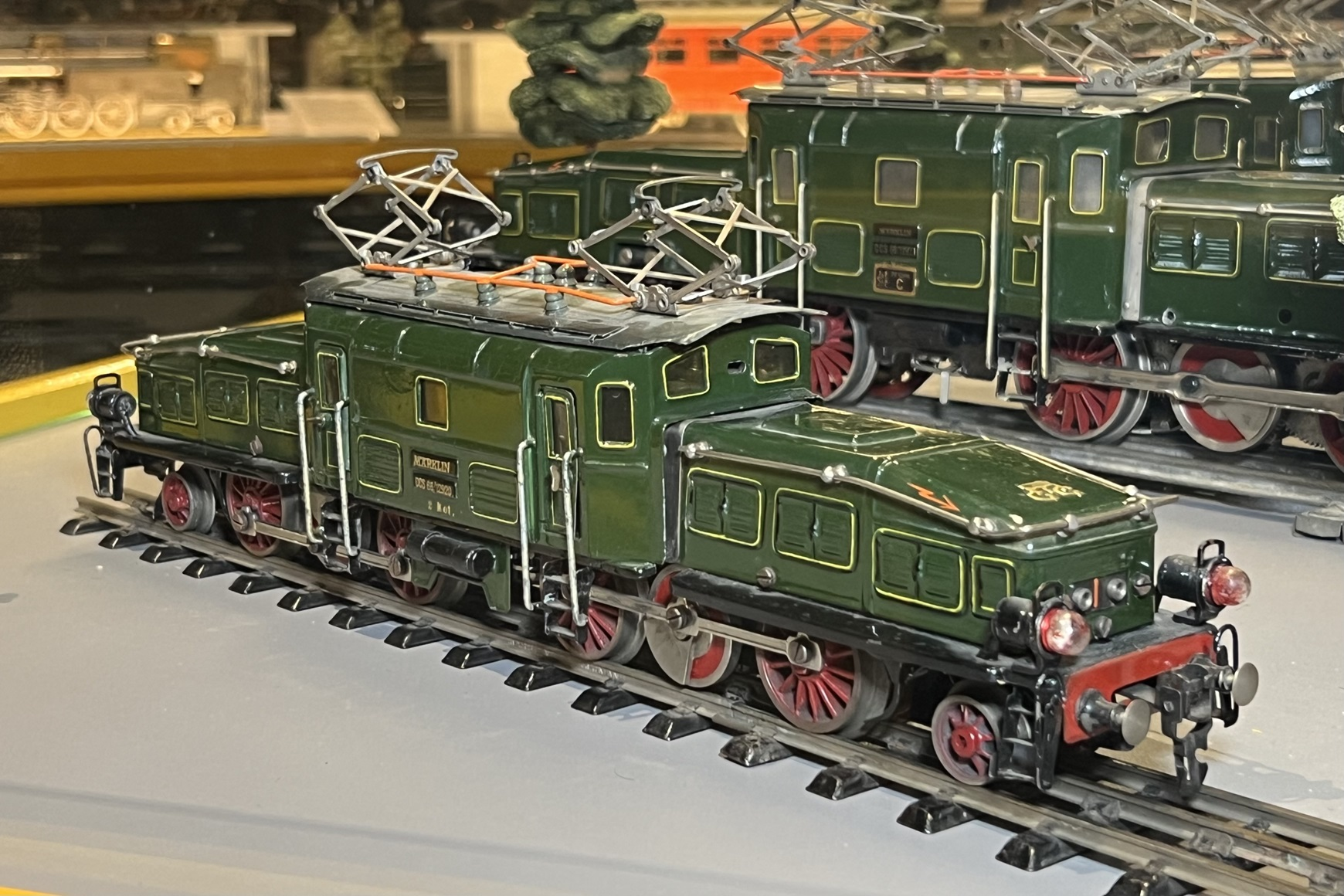
Origine du terme crocodile, Märklin article CCS 66/12920, échelle 0, au Technorama, 2024

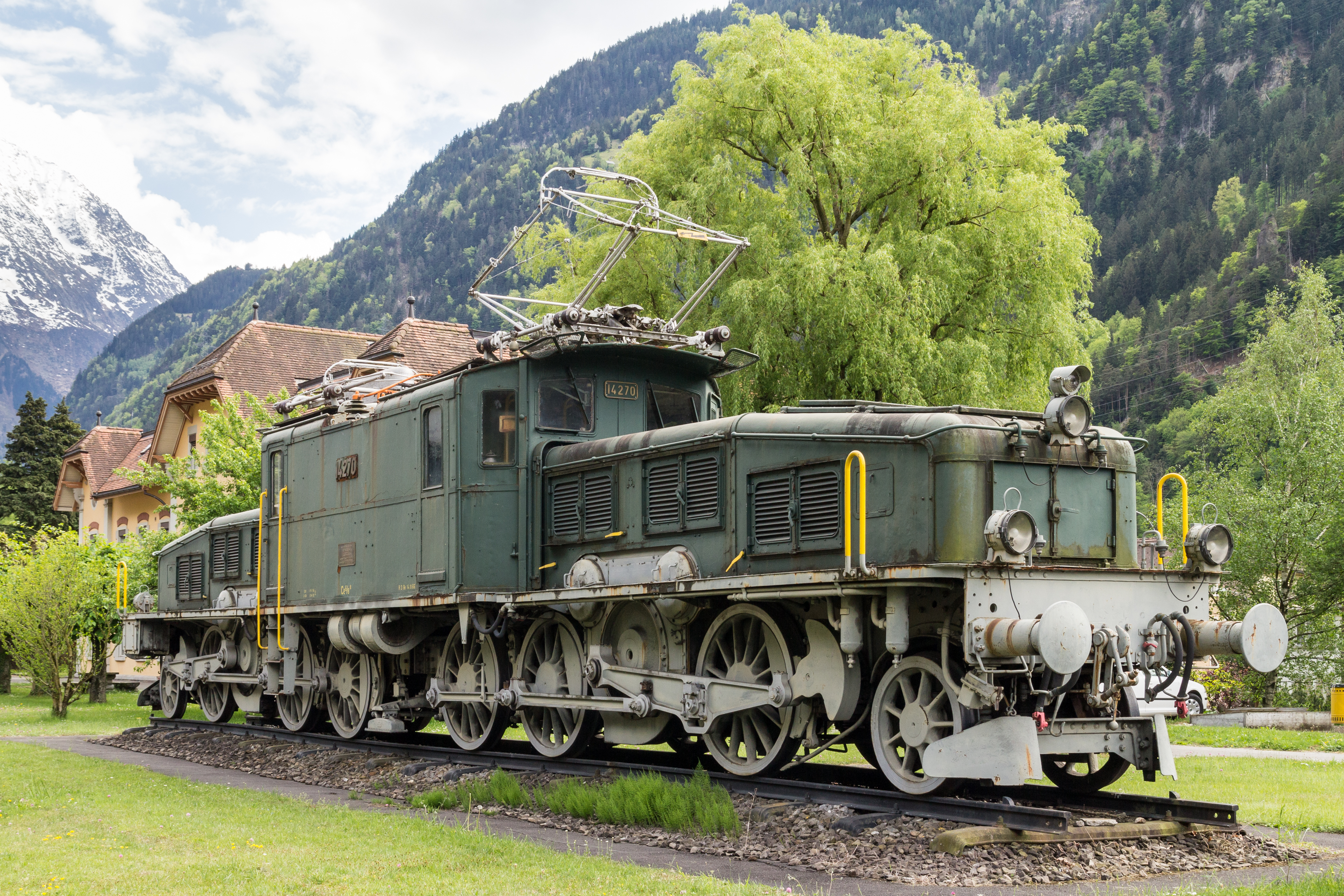
Ce 6/8 14270 en monument à Erstfeld.

Les Crocodiles sont des locomotives électriques, ainsi appelées à cause de leur forme et probablement de la livrée verte des 
unités mises en service en Suisse quelques années après l'introduction en 1919 du modèle de couleur brune.

## Présentation
Ce sont des locomotives articulées composées de deux châssis accouplés. Chaque châssis comporte deux moteurs de traction et trois essieux moteurs entraînés par une bielle motrice et des bielles d'accouplement. Une section centrale comportant le système de captage du courant, les transformateurs et la cabine de conduite repose sur les deux châssis par l'intermédiaire de crapaudines.
Ces locomotives, quoique électriques, utilisent en fait le principe des bielles qui étaient à la base de la traction sur les locomotives à vapeur. Ceci est lié à la taille des moteurs qui les empêchait de se trouver entre les essieux comme c'est le cas sur les trams électriques de cette époque et par la nécessité de distribuer le couple moteur sur un nombre maximal d'essieux afin d'obtenir une adhérence et un effort de traction optimaux. Par la suite, la traction des locomotives électriques se fera par des engrenages, directement sur les essieux.

## Historique
L'appellation « crocodile » remonte aux modèles Be 6/8II et III et Ce 6/8II et III des chemins de fer fédéraux suisses. Ces locomotives puissantes étaient conçues pour tirer des trains lourds de marchandises sur les fortes rampes du réseau suisse, en particulier sur la ligne du Gothard entre Lucerne et Chiasso (empruntant le tunnel ferroviaire du Saint-Gothard).
Pour concilier la puissance nécessaire avec la nécessité de s'adapter aux courbes serrées des lignes de montagne, la partie motrice de la machine a été scindée en deux sections indépendantes, reliées par un élément de jonction articulé. 
De nos jours, ces séries sont connues comme les « Crocodiles suisses » ou « Crocodiles CFF ».
Des locomotives similaires ont été utilisées en Allemagne par la DB, en Autriche par les ÖBB. En France, la SNCF a utilisé des machines à cabine centrale dont la physionomie rappelle celle des Crocodiles (CC 1100, CC 14000 et CC 14100) mais ces locomotives n'étaient pas articulées.

## Caractéristiques

### Ce 6/8I-no14201
- Disposition des essieux :                      (1'C)(C'1)
- Écartement :                                    1 435 mm
- Longueur hors tampons :                         19 240 mm
- Empattement total :                             15 840 mm
- Empattement du bogie :                          4 700 mm
- Diamètre des roues motrices :                   1 350 mm
- Diamètre des roues porteuses :                  850 mm
- Rapport d'engrenage (transmission) :            1:3,24
- Poids en service :                              117,6 t
- Poids adhérent :                                98,7 t
- Type et tension à la ligne de contact :         15 000 V 16 2/3 Hz
- Genre du dispositif de commande :               Stufenschalter BBC
- Nombre de moteur de traction :                  4
- Puissance unihoraire à la jante :               2370 PS à 41 km/h
- Effort de traction unihoraire à la jante :      15 600 kg à 41 km/h
- Vitesse maximale en service :                   65 km/h
- Effort de démarrage maximal :                   26 000 kg
- Freins :                                        Westinghouse
- Constructeurs :                                 SLM (méc.) BBC (élec.)
- Année de construction :                         1919

### Ce 6/8II-no14251-14283

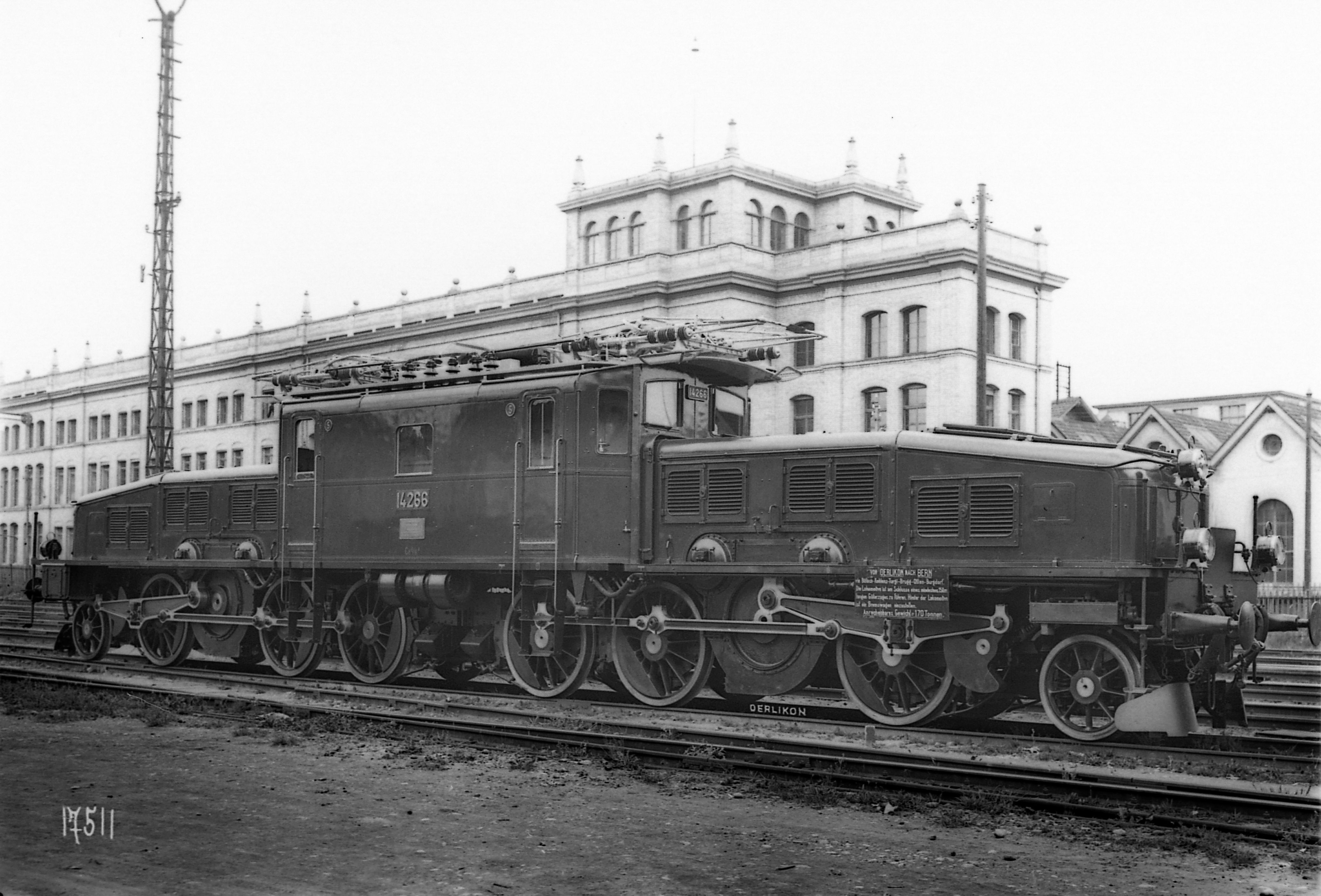
Ce 6-8^{II} 14266 neuve.

- Disposition des essieux:                      (1'C)(C'1)
- Ecartement:                                    1 435 mm
- Longueur hors tampons:                         19 460 mm
- Empattement total:                             16 500 mm
- Empattement du bogie:                          6 700 mm
- Diamètre des roues motrices:                   1 350 mm
- Diamètre des roues porteuses:                  950 mm
- Rapport d'engrenage (transmission):            1:4,03
- Poids en service:                              128,0 t
- Poids adhérent:                                103,9 t
- Type et tension à la ligne de contact:         15 000 V 16 2/3 Hz
- Genre du dispositif de commande:               Stufenschalter MFO
- Nombre de moteur de traction:                  4
- Puissance unihoraire à la jante:               2240 PS à 36 km/h (3640 PS à 45 km/h)
- Effort de traction unihoraire à la jante:      16 800 kg (21 840 kg à 45 km/h)
- Effort de démarrage maximal:                   26 000 kg
- Vitesse maximale en service:                   65 km/h
- Freins:                                        Westinghouse
- Constructeurs:                                 SLM (méc.) MFO (élec.)
- Année de construction:                         142

- Poids en service:                              131 t
- Poids adhérent:                                108 t
- Type et tension à la ligne de contact:
- 3 Hz
- Genre du dispositif de commande:               Stufenschalter MFO
- Nombre de moteur de traction:                  4
- Puissance unihoraire à la jante:               2460 PS à 35 km/h
- Effort de traction unihoraire à la jante:      19 000 kg
- Effort de démarrage maximal:                   30 000 kg
- Vitesse maximale en service:                   65 km/h
- Freins:                                        Westinghouse
- Constructeurs:                                 SLM (mec.) MFO (elec.)
- Année de construction:                         1925-1926

La numérotation C est utilisée pour les locomotives à voie normale dont la vitesse maximum est de 60 à 65 km/h. Le e pour électrique.
Be 6/8III - no 13301-13318

### De 6/6 n°15301-15303
Les De 6/6 sont connues sous le nom des Crocodiles du Seetal. La construction du châssis était similaire à celle des Ce/Be 6/8 mais la mécanique était basée sur les Ee 3/3 de manœuvre construites en parallèle. Elles ont été utilisées sur la ligne du Seetal jusqu'en 1983, date de la démolition des 15302 et 15303. La 15301 a émigré au Oebb où elle est entretenue en état de marche par l'association 15301.

### Ge 6/6I-no401à 415

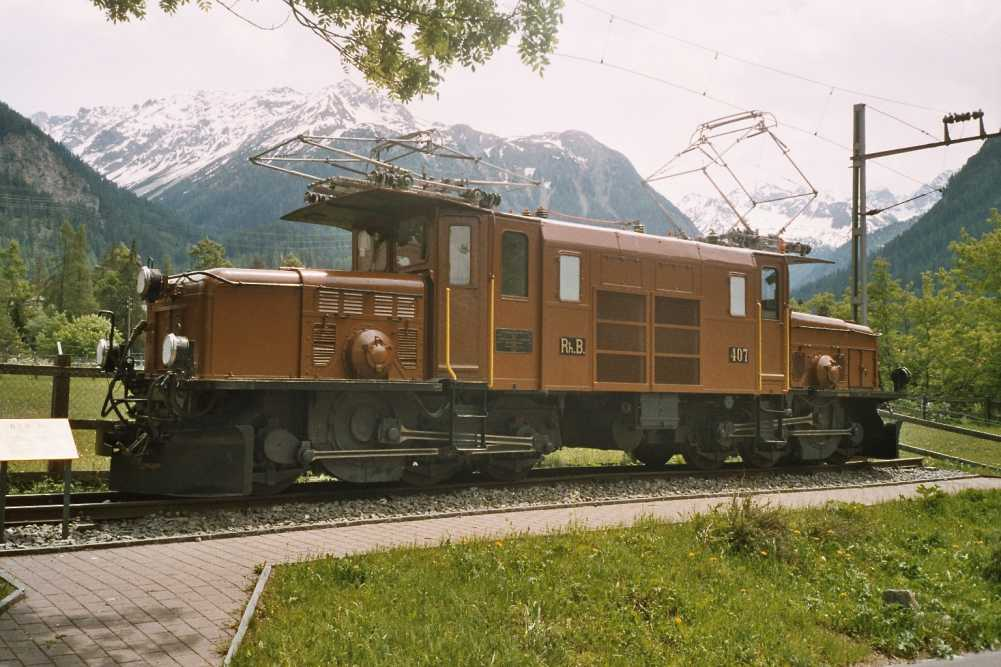
La Ge 6/6^{I} 407 pour voie métrique

Ces locomotives sont plus connues sous le nom de "Crocodile" car elles sont d'aspect similaire aux Be 6/8 du Gothard qui portaient ce surnom. Elles furent construites par les ateliers SLM /BBC/MFO. 
Cette série fut acquise lors de l'électrification totale du réseau. Puissance de 1 200 ch. Plusieurs machines de ce type sont conservées : la 402 au musée suisse des transports, la 406 au musée ferroviaire de Kerzers, la 407 au musée ferroviaire de l'Albula, la 411 au Deutsches Museum. La 412 après avoir été repeinte en bleu à l'occasion des 75 ans du Glacier Express a été mise à la ferraille en 2008, et les 414 et 415 sont préservées par les Chemins de fer rhétiques.

## Préservées
Musée des transports de Lucerne (Suisse)
Construction : 1919 - Type et numéro: Ce 6/8 II-14254 - Transformation: 1944 - Nouveau Nr.: Be 6/8 II-13254
Mise hors service: 1982
Stationnée à Attnang-Puchheim (Autriche)
Construction: 1919 - Type et numéro: Ce 6/8 II-14257 - Transformation: 1947 - Nouveau Nr.: Be 6/8 II-13257
Mise hors service: 1978
Dépôt d'Erstfeld (Suisse)
Construction: 1919 - Type et numéro: Ce 6/8 II-14253 - Transformation: 1947 - Nouveau Nr.: Be 6/8 II-13253
Depuis 1974 locomotive historique au dépôt Erstfeld. Couleur brune et ancien numéro.
Musée des techniques de Spire (Allemagne)
Construction: 1920 - Type et numéro: Ce 6/8 II-14267 - Transformation: 1971 manœuvre - Nouveau Nr.: Ce 6/8 II-14267
Mise hors service: 1983
Oerlikon (Suisse)
Construction: 1920 - Type et numéro: Ce 6/8 II-14270
Mise hors service: 1969
Cette locomotive était précédemment exposée à Erstfeld. Elle est exposée depuis le 15 juin 2020 à Oerlikon, vers l'emplacement de l'ancienne usine qui a fabriqué la composante électrique.
Club vapeur San Gotthardo Mendrisio (Suisse)
Construction: 1921 - Type et numéro: Ce 6/8 II-14276 - Transformation en véhicule de manœuvre : 1965
Mise hors service: 1986
Musée technique de Sinsheim (Allemagne)
Construction : 1921 - Type et numéro : Ce 6/8 II-14282 - Transformation en véhicule de manœuvre : 1966  : Ce 6/8 II-14282
Mise hors service : 1982
Association 13302 Rapperswil (Suisse)
Construction : 1925 - Type et numéro : Ce 6/8 III-14302 - Augmentation de la vitesse : 1956 - Nouveau n° : Be 6/8 III-13302
Mise hors service: 1976
Locomotive historique CFF dépôt  de Olten (Suisse)
Construction : 1925 - Type et numéro : Ce 6/8 III-14305 - Augmentation de la vitesse : 1956 - Nouveau n° : Be 6/8 III-13305 - 1979 : Véhicule historique Ce 6/8 III 14305

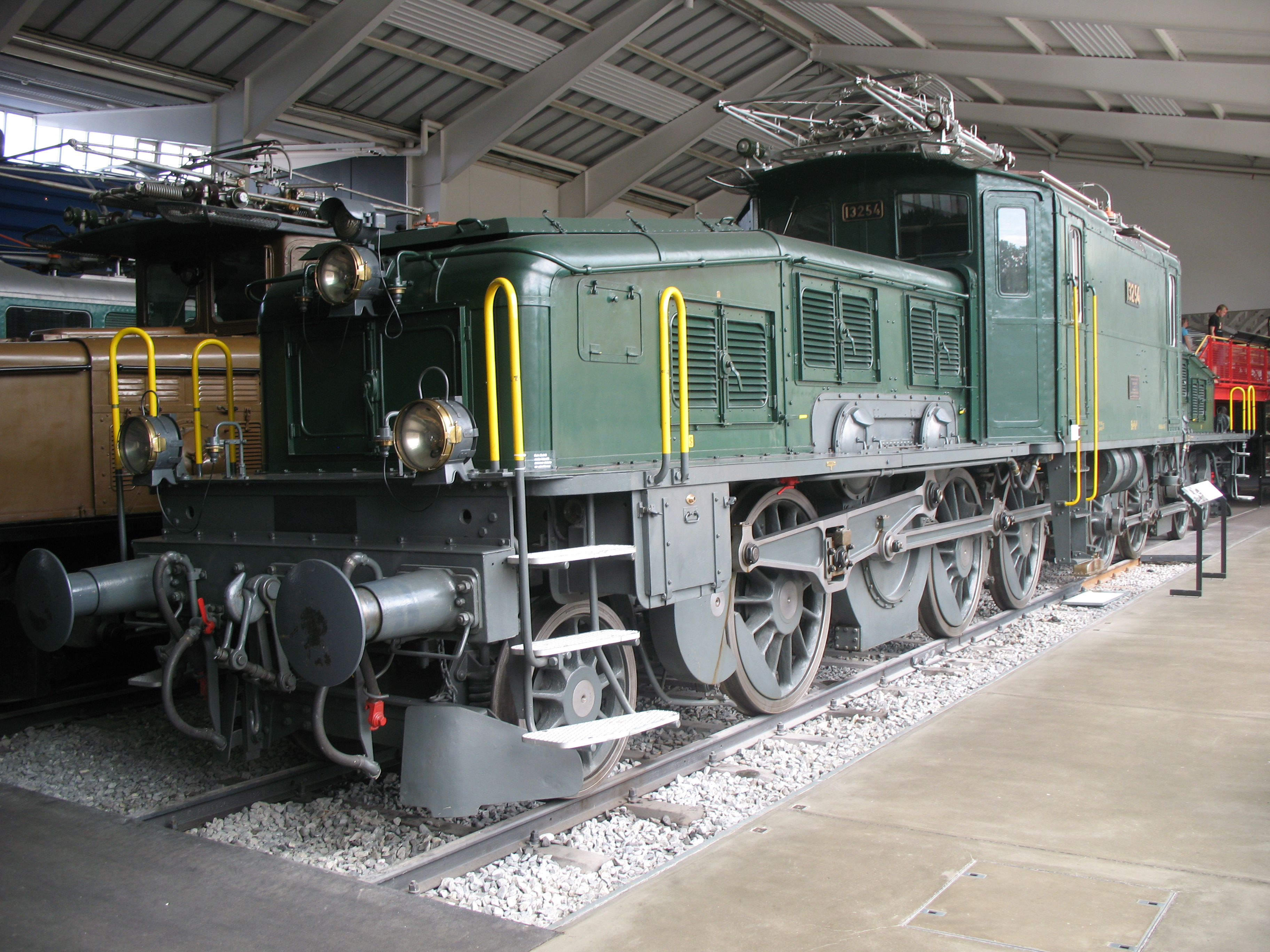
Be 6/8II 13254
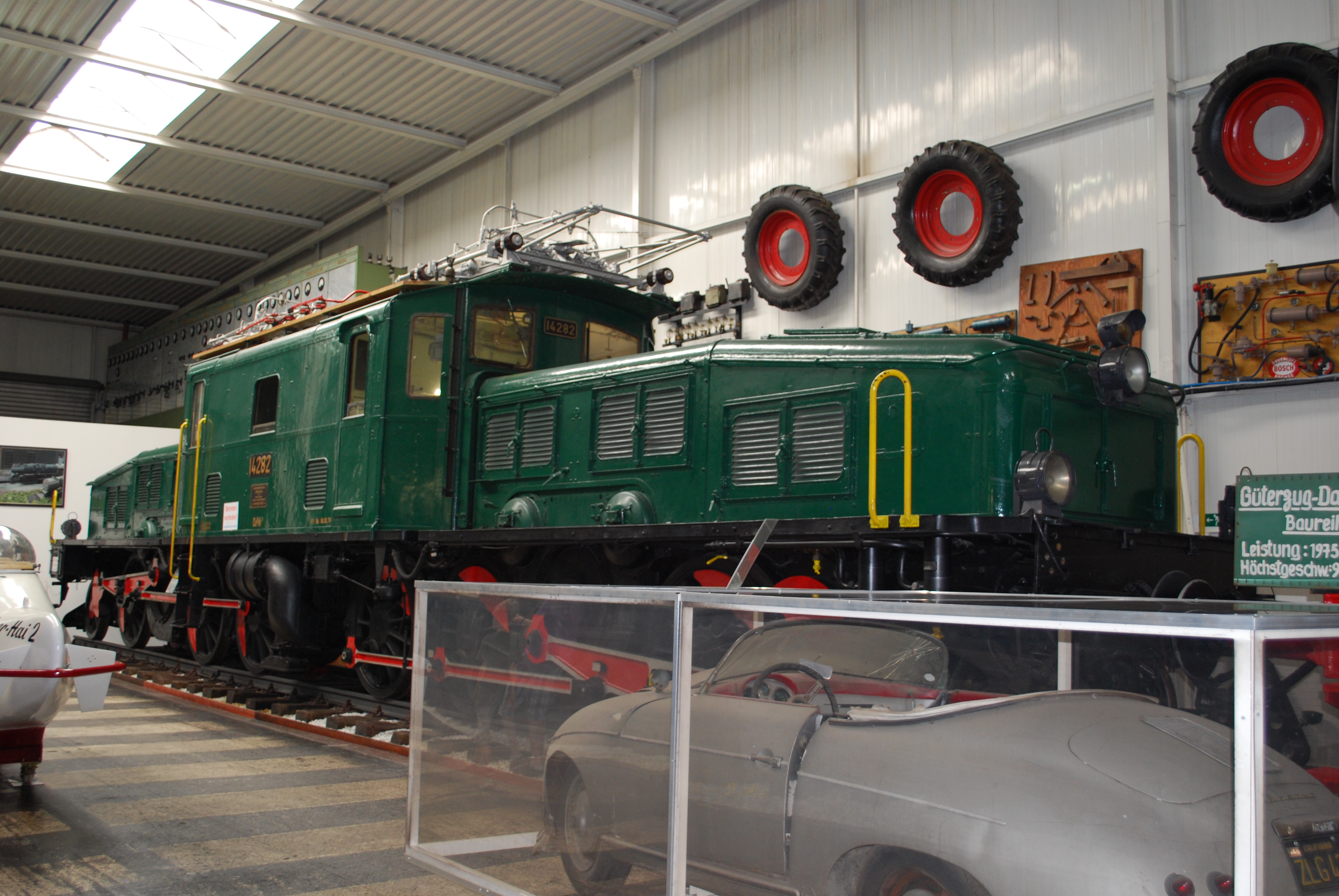
Ce 6/8II 14282)
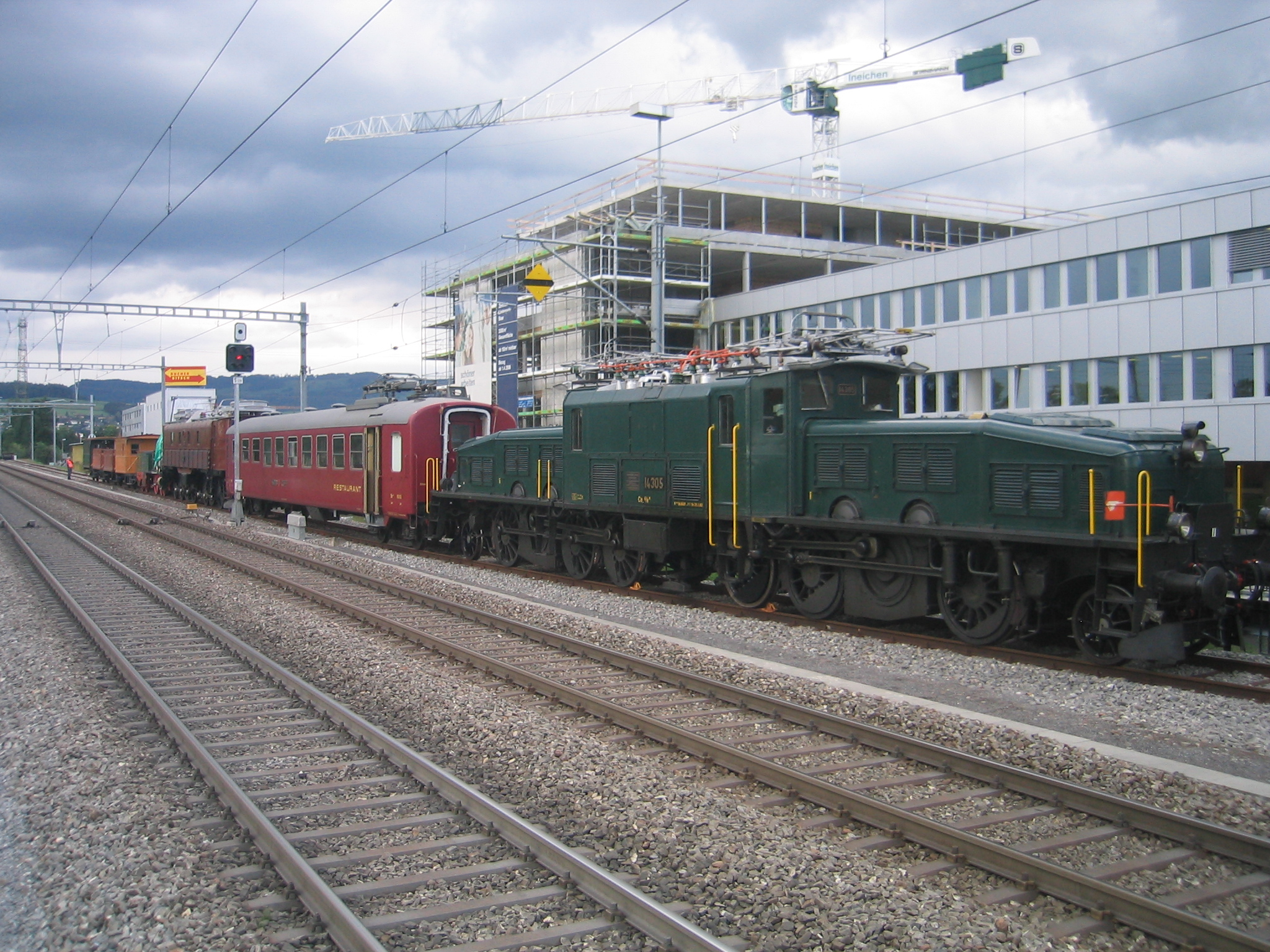
Ce 6/8III 14305
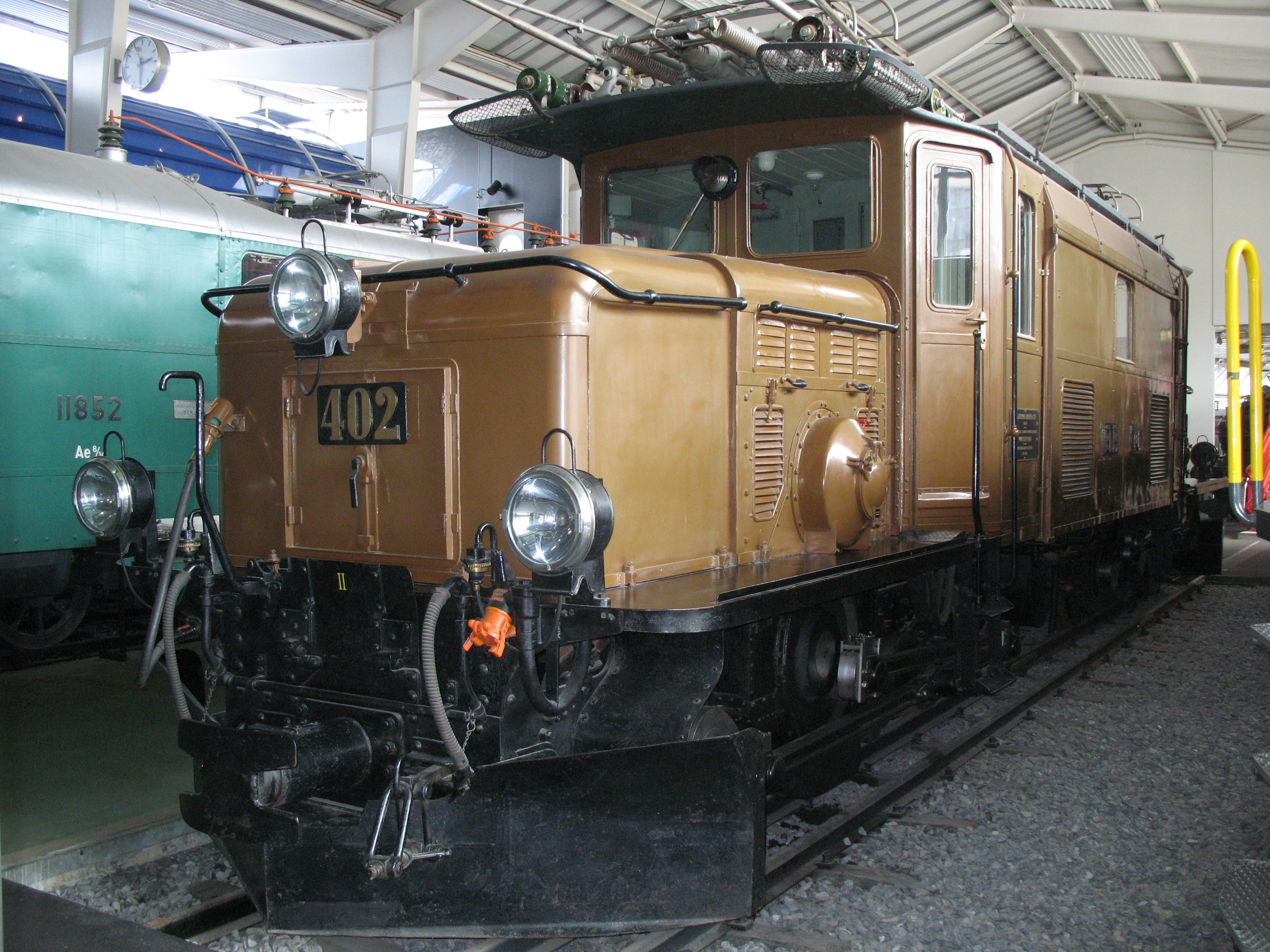
Ge 6-6 402 des RhB

## Modélisme ferroviaire
Plusieurs fabricants ont sorti divers modèles de Crocodiles à l'échelle 1 (1/32e), à l'échelle O (1/43,5e et 1/45e), à l'échelle HO (1/87e), à l'échelle N (1/160e) ainsi qu'à l'échelle Z (1/220e).

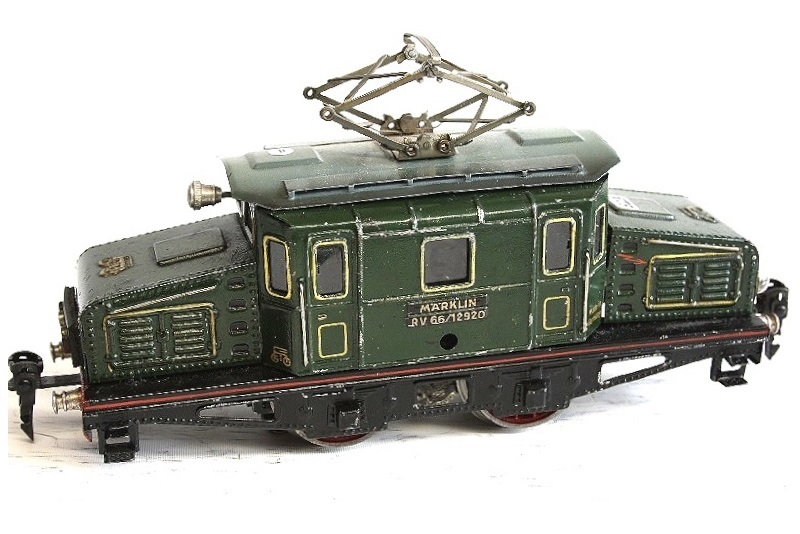
Ancien modèle Märklin RV 66 12960, échelle 0, Tinplate,  Volkskrokodil
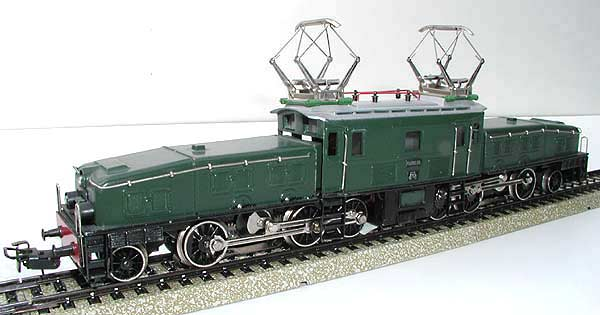
Ancien modèle Märklin 3015, échelle H0
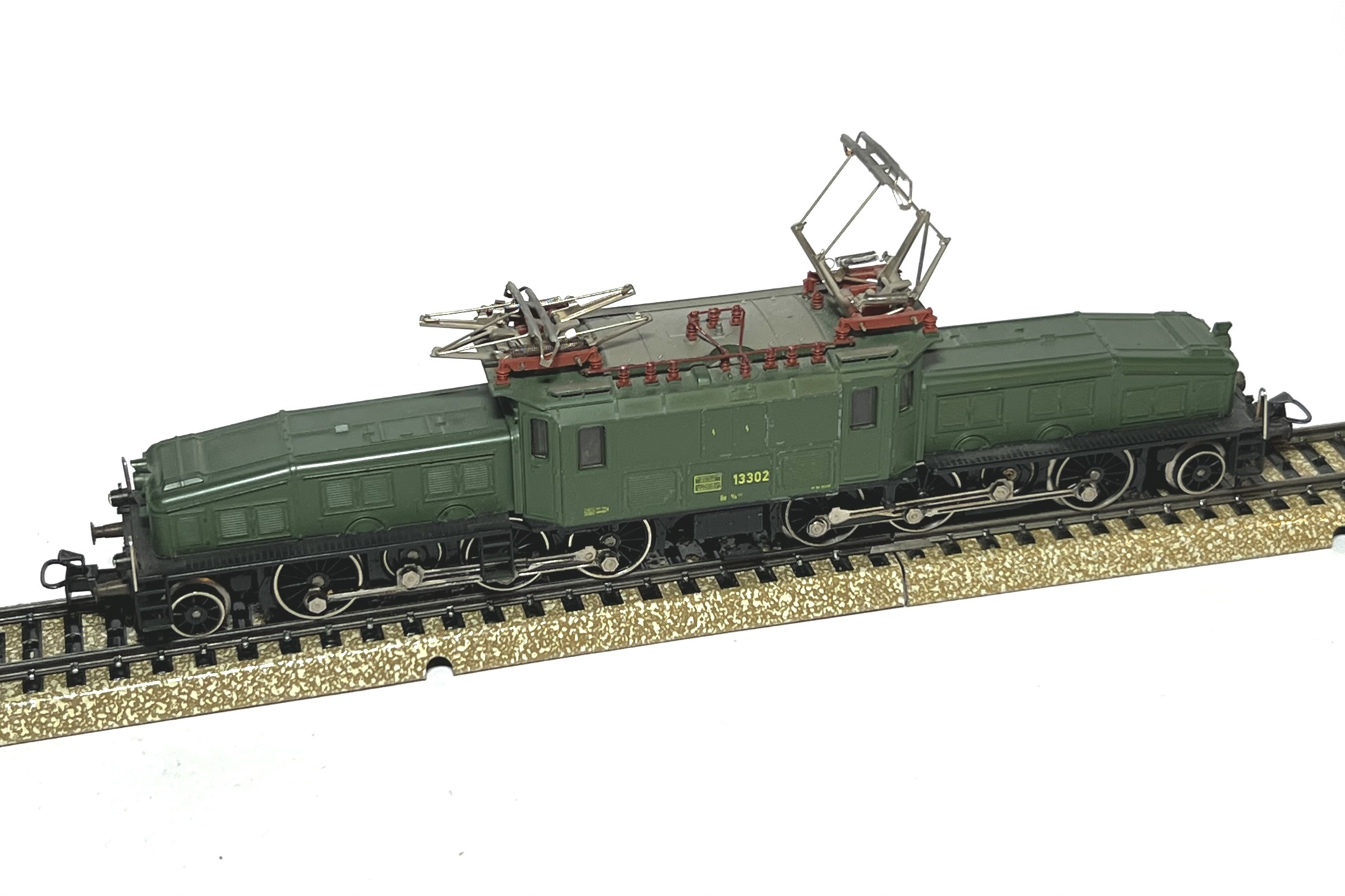
Ancien modèle Märklin 3356, échelle H0
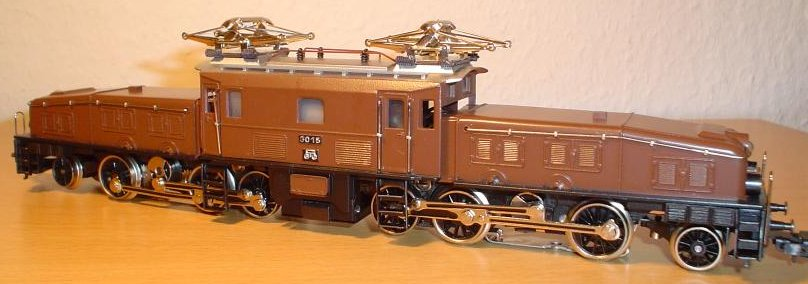
Modèle Märklin 30159, échelle H0, replica

Le fabricant de jouets Lego a également sorti une reproduction de cette locomotive dans la livrée originale (référence 10277).